# Difusora FM (São Luís)
Difusora FM é uma emissora de rádio brasileira sediada em São Luís, capital do estado do Maranhão. Opera no dial FM, na frequência 94,3 MHz. A emissora pertence ao Sistema Difusora de Comunicação, do qual também fazem parte a TV Difusora, e o portal MA10. A emissora atende ao gênero musical, tocando os ritmos populares da região, do país e do mundo, atuais ou de décadas passadas, mantendo assim a audiência dos mais variados tipos de público. Fundada em 1979, foi a primeira emissora de Rádio FM do estado.

## História
A Difusora FM entrou no ar em 22 de agosto de 1979, sendo a primeira emissora de rádio FM do Maranhão. Inaugurada pelos irmãos Magno Bacelar e Raimundo Bacelar, sua programação, diferente da co-irmã Rádio Difusora, era predominantemente musical, e por muitos anos, após o surgimento de concorrentes no dial, era líder de audiência na Grande São Luís.

Logotipo utilizado pela emissora de 2003 a 2017

Em 2016, o político Weverton Rocha arrenda o Sistema Difusora de Comunicação, e coloca a Difusora FM sob a administração de Marcelo Minard. No mesmo ano, a emissora estreia o programa de debates políticos Ponto & Vírgula, apresentado pelo próprio Minard, além dos jornalistas Leandro Miranda e Frederico Luiz. Em fevereiro de 2017, a grade de programação é completamente reformulada, com a vinda dos locutores Aecio Macchi, Karol Sampaio, Márcio Rodrigo, Danilo Quixaba, Silvana Lobato e Paulo Negrão. Além das alterações, alguns dos programas passam também a ir ao ar para Imperatriz através da sua co-irmã Difusora Sul FM, como o Mania Matinal e o Tamo Junto, além do Ponto & Vírgula, que já passava em cadeia com a emissora desde a sua estreia.
Em abril de 2020, o radialista Nodson Jr. foi anunciado como novo coordenador da Difusora FM, conforme noticiou o site jornalístico G7MA. Uma das primeiras medidas adotadas por aquela nova gestão teria sido a contratação do locutor Claudinho Polary para as manhãs da 94,3. Contudo, isso acabou por não se concretizar, mesmo após o locutor ter se despedido da emissora em que estava até então, o que gerou um grande desgaste ao radialista e ao executivo recém-empossado, o que acabaria culminando com a saída dos dois da emissora, conforme amplamente noticiado pela mídia local, a exemplo do que fez o portal de notícias Maramais.
Em março de 2024 a emissora passou a ser comandada pelo novo presidente do Grupo, o empresário Léo Felipe, ex Mais FM. Desde então a rádio tem feito contratações e investido em melhorias prediais e equipamentos. Nomes como Laska Campos, Edmael Silva (o Gordinho da Besteirinha), Heitor Pessoa & Palhaço Azedinho, Sérgio Murilo & Mary Beltrand, Robson Junior e Ricardo Baty integram o casting da emissora, que, segundo o Instituto Três, assumiu o 1.º lugar em audiência em São Luís em 2024.